# Aída García-Naranjo
Aída del Carmen Jesús Consuelo García-Naranjo Morales (Lima, 20 de marzo de 1951) es una educadora, cantante y política peruana. Fue ministra de la Mujer y Desarrollo Social durante el gobierno de Ollanta Humala y embajadora del Perú en Uruguay desde 2012 hasta 2014.

## Biografía
Nació en la ciudad de Lima, el 20 de marzo de 1951.
Estudió la carrera de Educación en la Pontificia Universidad Católica del Perú. Cuenta además con una maestría de Ciencia Política y Gobierno en la misma universidad y con 2 diplomados: en "Migraciones, Globalización y Relaciones Internacionales" y en "Derechos Económicos, Sociales y Culturales", en la Universidad Peruana Cayetano Heredia.
Ha sido miembro del Consejo Consultivo de la Confederación Campesina del Perú y asesora en la Secretaría de Asuntos Femeninos, y además asesora de la Central Nacional de Mujer Minera (2002-2008). Fue directora de la Revista Mujeres de 1995 hasta 2011, y desde 2011 es directora Ejecutiva del Centro de Derechos y Desarrollo (CEDAL).
Es miembro de la Red "Espacios Sin Fronteras" (red de migraciones en la Unión de Naciones Suramericanas) y agregada cultural honoraria de la Embajada de la República de Nicaragua en el Perú. Fue funcionaria del Fondo General Contravalor Perú-Canadá.
Es además miembro del grupo musical Tiempo Nuevo, y egresada de la Universidad Nacional de Música del Perú.
Es autora de 14 libros, muchos de ellos sobre el feminismo en el Perú. Entre sus obras se encuentran "Nosotras las mujeres del Vaso de Leche", "Construyendo la equidad: El futuro como tarea", "Hombres y mujeres de igual a igual","Mujer Peruana Situación Nacional", "La plataforma nacional de la Mujer Peruana" y "Mujeres Notables 1900-2010".

## Carrera política
Aída García-Naranjo incursionó en la política como militante de Izquierda Unida y en las elecciones municipales de 1989 fue elegida como regidora de la Municipalidad de Lima para el periodo 1990-1993.
Intentó ser congresista en las elecciones parlamentarias del 2001 por Unión por el Perú y en las elecciones parlamentarias del 2006 por el Partido Socialista.
Durante las elecciones generales del 2011, apoyó la candidatura presidencial de Ollanta Humala de Gana Perú y ejerció como vocera durante la segunda vuelta de las elecciones.

### Ministra de la Mujer
El 28 de julio del 2011, Aída García-Naranjo fue nombrada como ministra de la Mujer y Desarrollo Social por el presidente Ollanta Humala en su primer gabinete ministerial encabezado por Salomón Lerner Ghitis.
Durante su gestión ministerial, realizó el programa social “Para la Mano” y apoyó a diversas víctimas de violencia contra la mujer.
El 20 de septiembre del 2011, murieron tres niños intoxicados luego de ingerir alimentos del  Programa Nacional de Asistencia Alimentaria (PRONAA), organismo dependiente del Ministerio de la Mujer y Desarrollo Social. Horas después, García-Naranjo continuó con actividades de celebración de una de las instituciones del MIMDES y luego pidió disculpas públicas por el suceso, sin embargo, los congresistas de Fuerza 2011 criticaron la inacción de la ministra y pidieron su interpelación, la cual no fue apoyada por los demás grupos parlamentarios. Días después otros seis niños y una profesora fueron intoxicados por alimentos de la misma institución.
García-Naranjo se presentó en el Congreso de la República el 6 de octubre debido a una moción de censura presentada en su contra por las bancadas de oposición, sin embargo el 13 de octubre, el Congreso de la República rechazó la moción de censura contra García-Naranjo.
Permaneció en el cargo hasta su renuncia el 10 de diciembre del mismo año, donde fue reemplazada por Ana Jara Velásquez.

### Embajadora de Perú en Uruguay
En 2012, García-Naranjo fue nombrada por el gobierno como embajadora del Perú en la República de Uruguay en reemplazo de José Romero Cevallos.
Permaneció en el cargo hasta el 2014, donde fue reemplazada por David Arzubiaga. García-Naranjo también ejerció los cargos de representante del Perú en la Asociación Latinoamericana de Integración y en el Mercado Común del Sur (MERCOSUR).
En la actualidad es miembro de Nuevo Perú liderado por Verónika Mendoza y en las elecciones del año 2021, García Naranjo volvió al ámbito político y postuló al Parlamento Andino por Juntos por el Perú, sin embargo, su candidatura no tuvo éxito.

## Publicaciones
- Mujeres peruanas: situación nacional (2009)